# Internationaler Tag zur Erinnerung an den Sklavenhandel und an seine Abschaffung

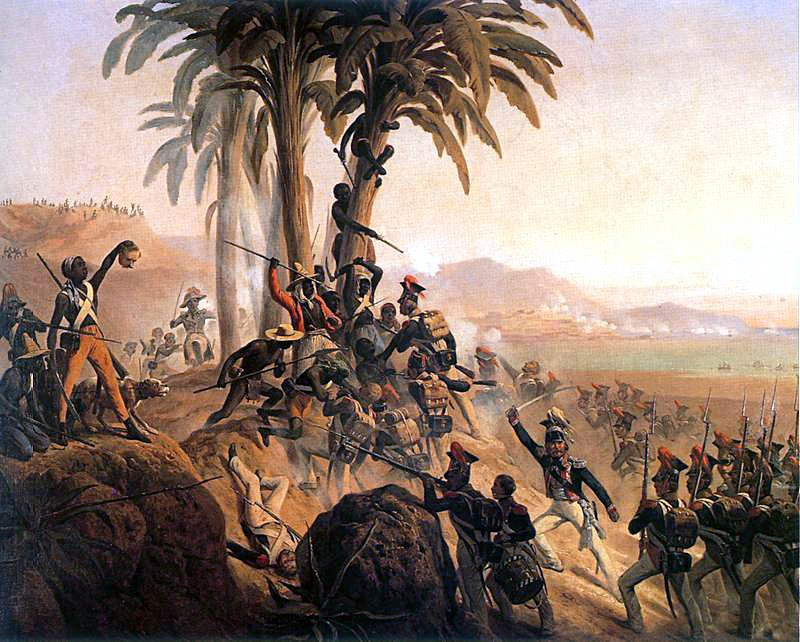
Sklavenaufstand in Haiti (Gemälde von January Suchodolski, 1845)

Der Internationale Tag zur Erinnerung an den Sklavenhandel und an seine Abschaffung (englisch International Day for the Remembrance of the Slave Trade and its Abolition) ist ein Gedenktag der UNESCO, der jährlich am 23. August begangen wird. Die Generalversammlung der UNESCO erklärte den Tag während ihrer 29. Plenarsitzung im November 1998 in Paris mit ihrer Resolution 29C/RES.40 zu einem offiziellen Gedenktag der Organisation.

## Geschichte
Die UNESCO bestimmte den 23. August zum Gedenktag, weil in der Nacht vom 22. auf den 23. August 1791 die Sklaven in Saint-Domingue, einer französischen Kolonie auf dem Gebiet des heutigen Haiti, einen Aufstand begonnen hatten. Aus der Haitianischen Revolution entstand der Staat Haiti, der erste unabhängige Staat in Lateinamerika und gleichzeitig der erste, der durch ehemalige Sklaven geformt wurde. Die Ereignisse führten auch anderenorts, teils mit erheblicher Verzögerung, zur Abschaffung der Sklaverei. Mit dem Gedenktag möchte die UNESCO „die Tragödie des Sklavenhandels in das kollektive Gedächtnis der Menschheit einschreiben“. Er soll Gelegenheit bieten, „die historischen Gründe, die Methoden und die Konsequenzen dieser Tragödie“ zu beleuchten und außerdem die vielfältigen Beziehungen zwischen Afrika, Europa, Amerika und der Karibik zu analysieren.
Der Internationale Tag zur Erinnerung an den Sklavenhandel und an seine Abschaffung wurde in Haiti bereits am 23. August 1998, kurz vor seiner offiziellen Anerkennung, begangen, ein Jahr später auch auf der Insel Gorée vor der Küste Senegals. Von Gorée aus wurden Schwarzafrikaner nach Amerika verschifft; heute ist das sogenannte „Sklavenhaus“ auf der Insel ein Symbolort für die Erinnerung an den Handel mit den Schwarzen. 2001 beteiligte sich das Stoffdruckmuseum im französischen Mülhausen mit einem Workshop für bedrucktes Kattungewebe, das als Währung im Sklavenhandel eingesetzt wurde, an dem Gedenktag.
In besonderer Weise wird der Gedenktag in Liverpool begangen. Dort bringen die National Museums der Stadt seit 1999 den Sklavenhandel in Erinnerung. Am 23. August 2007 wurde in Liverpool das Internationale Sklavereimuseum eröffnet, das seitdem ein Teil der National Museums ist. Seit 2011 lädt ein Walk of Remembrance (Spaziergang der Erinnerung) zur Auseinandersetzung mit der Geschichte ein. Die Stadtführung wurde jahrelang von der Jamaikanerin Gee Walker organisiert, die 2005 ihren 18-jährigen Sohn nach einem rassistisch motivierten Mordanschlag verlor. Der Walk of Remembrance führt unter anderem zum alten Dock der Stadt, wo Sklavenschiffe festmachten und repariert wurden.
2023 erklärte Audrey Azoulay, die Generalsekretärin der UNESCO, anlässlich des Tages: „Es ist an der Zeit, die Ausbeutung des Menschen ein für alle Mal abzuschaffen und die gleiche und unbedingte Würde jedes Einzelnen anzuerkennen. Lassen Sie uns heute der Opfer und Freiheitskämpfer der Vergangenheit gedenken, damit sie künftige Generationen inspirieren, gerechte Gesellschaften aufzubauen.“